# 최초룡
최초룡(1994년 11월 15일~)은 대한민국의 배우이자 모델이고 방송인이다. 2012년 뮤지컬 《서틴(13)》을 통하여 배우로 처음 데뷔를 하였다.

## 학력
- 중앙대학교 예술대학 공연창작학부 연극학과 연극전공 학사[2]

## 데뷔
- 2012년 뮤지컬 《서틴(13)》

## 출연 작품

### 뮤지컬
- 2012년 《서틴(13)》 ... 클리프 스탠리 조지프(Cliff Stanley Joseph) 역(단역)
- 2013년 《오거리로 오거라》 ... 돈 클리퍼드 박(Don Clifford Park[3]) 역(단역)
- 2013년 《어중간한 소모임》 ... 지남권 역(단역)

### 연극
- 2013년 《광탈 스캔들》 ... 방차돌 역(단역)
- 2016년 《너네 윗동네》 ... 어행득 역(단역)

## 이외 활동

### 진행 TV 프로그램

#### EBS
- 2017년 《방귀대장 뿡뿡이》 - 임시 짜잔형 역
- 2018년 《생방송 판다다》 - 완전 고정 중 일원[4]
- 2020년 《생방송 우리집 유치원》 - 제2대 힘쌤 역[5]
- 2022년 《생방송 뭐든지 해결단》 - 스페셜 게스트[6]
- 2022년 《모여라 딩동댕》 - 바람풍 역